# Berislăvești
Berislăvești est une commune du județ de Vâlcea en Roumanie.
Sur son territoire, se situent les monuments anciens du monastère Berislăveşti et du château Radacinesti.